# Serguéi Tumanski
Serguéi Konstantínovich Tumanski (del ruso: Серге́й Константинович Туманский) (21 de mayo de 1901 – 9 de septiembre de 1973) fue un diseñador de motores aeronáuticos soviéticos y el diseñador en jefe de la Oficina de Diseños Tumanski, OKB-300. Trabajó en el TsIAM (1931–38 y en 1940), en la planta de motores aeronáuticos N 29, en Leah.
También trabajó como diseñador principal substituto en el OKB de Aleksandr Mikulin, comenzando en 1943.

## Biografía
Serguéi Tumanski nació en Minsk, Imperio Ruso, el 21 de mayo de 1901 y murió a los 73 años en Moscú, Unión Soviética, el 9 de septiembre de 1973.
Tumanski fue un especialista en el campo de la mecánica y la construcción de máquinas. Fue miembro de la Academia de Ciencias de Rusia por el departamento de mecánicos y control de procesos, desde el 26 de junio de 1964, y luego académico por el mismo departamento desde el 26 de noviembre de 1968. Fue condecorado con diferentes distinciones, entre ellas, el Premio Lenin, la Orden de Lenin y Héroe del Trabajo Socialista.

## Contribuciones

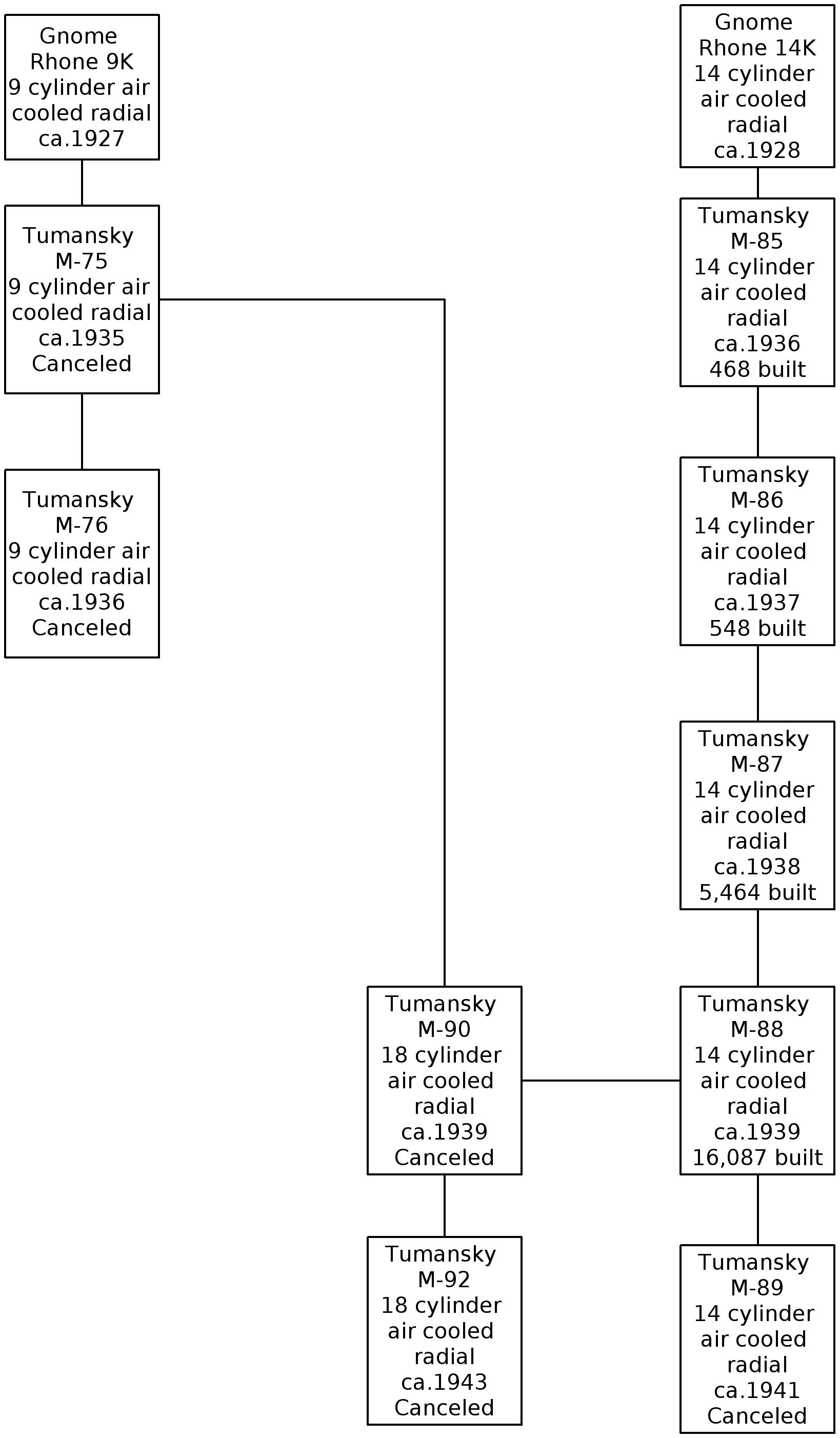
Family tree of Tumanski engines

Algunos de los motores en los que trabajó o diseñó:
- Tumansky M-87 - motor radial enfriado por aire
- Tumansky M-88 - motor radial enfriado por aire
- Tumansky RD-9
- Tumansky R-11 - motor turborrreactor
- Tumansky R-13 - motor turborreactor diseñado por Sergei Alekseevich Gavrilov
- Tumansky R-15 - turborreactor de flujo axial y un eje, con postcombustión
- Tumansky R-25 - turborreactor, el último desarrollo del Tumansky R-11

## Premios
- Héroe del Trabajo Socialista (1957)
- Premio Lenin (1957)
- Gospremii of the USSR (1946)
- Ciudadano honorario Kuybyshev (1982)
- Orden de Lenin (4 veces)
- Orden de la Revolución de Octubre
- Orden de la Estrella Roja